# Oregon Ducks
Az Oregon Ducks (korábban Oregon Webfoots) az Oregoni Egyetem sportcsapatait összefogó egyesület, amely a Pac-12 Conference tagjaként a National Collegiate Athletic Association I-es divíziójában játszik. Tizennyolc sportcsapata közül az amerikai futball és az atlétika a legjelentősebb, mely utóbbi miatt Eugene a „Track Town” becenevet viseli. Fő riválisaik az Oregon State Beavers (Civil War) és a Washington Huskies.
2023. augusztus 4-én 2024. augusztus 2-ai hatállyal beléptek a Big Ten Conference-be.

## Becenevük és kabalájuk
A sportegyesület az 1890-es évektől a Webfoots nevet viselte, amely eredetileg az amerikai függetlenségi háborúban harcoló massachusettsi halászokra utalt, de a 19. században a Willamette-völgybe érkező leszármazottjaikra is használták. Az 1926-ban kiírt névpályázaton a Webfoots nevet a The Oregonian sportszerkesztője, L. H. Gregory javasolta, és 1932-ben vált hivatalossá.
Az 1920-as évektől élő kacsák voltak a kabalák, a mérkőzéseken pedig feltűnt a Puddles nevű kacsa; és újságírók is a „Duck” becenevet használták; az 1940-es években Walt Disney és Leo Harris atlétikai igazgató megállapodását követően Donald kacsa lett a kabala. Az 1970-es évekig mindkét becenevet használták.
1978-ban egy képregényrajzoló hallgató új kacsát tervezett, de azt 2–1 arányban leszavazták, és ezzel a kabalát hivatalosnak vélték.

## Versenysportok
A nyolc férfi és tizenkettő női sportcsapat többsége a Pac-12 Conference-ben játszik, de az atlétikacsapat a National Collegiate Acrobatics & Tumbling Association, a lacrosse pedig a Mountain Pacific Sports Federation tagja.

### Amerikai futball

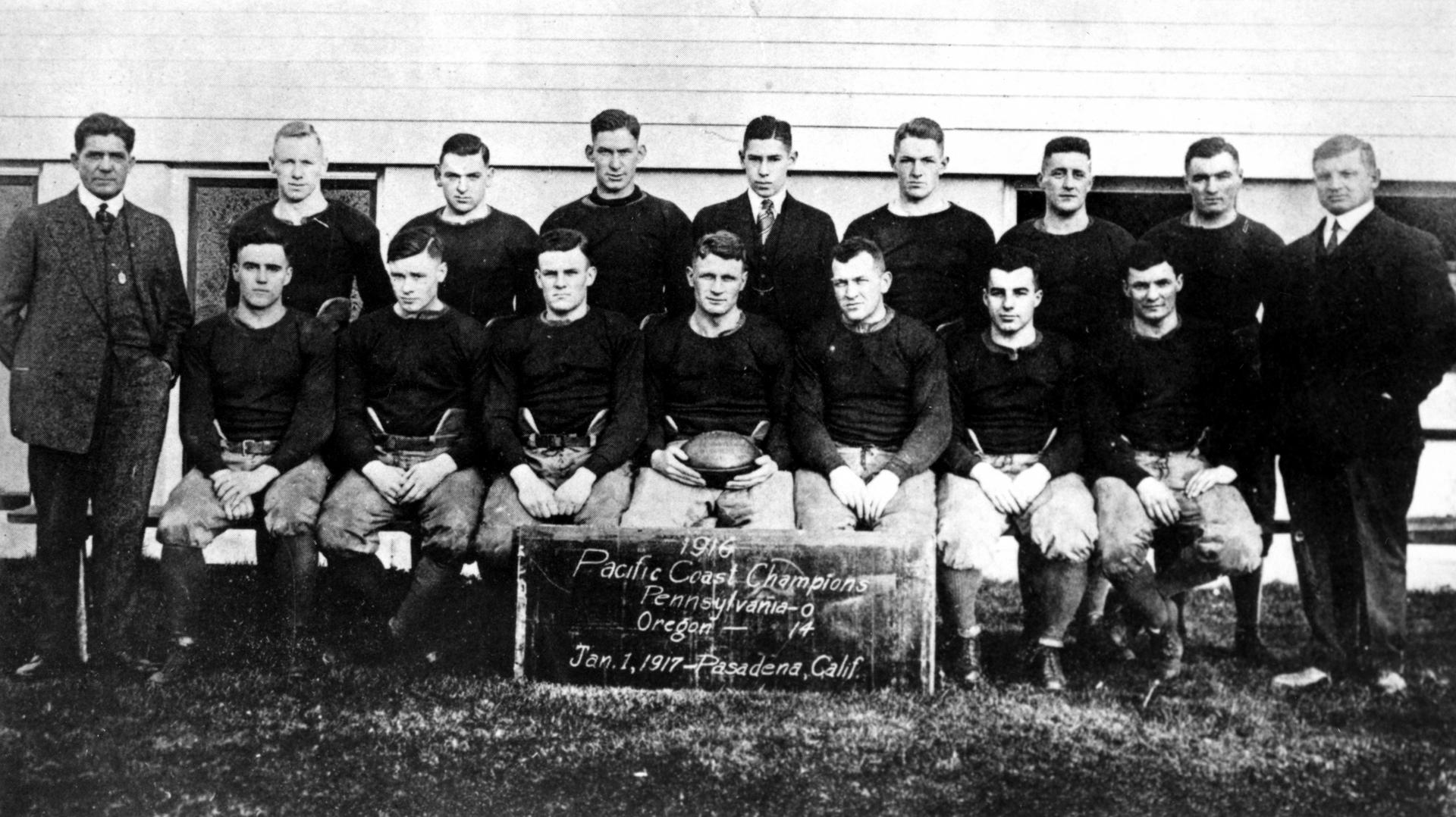
Az 1916-os amerikaifutball-csapat

Az 1893-ban alapított csapat első, 46–0 eredményű mérkőzését 1894. február 22-én játszotta az Albanyi Főiskola ellen. 1919-től 1967-ig, az Autzen Stadion átadásáig az atlétikacsapattal együtt a Hayward Sportpályát használták.
Első Rose Bowl-győzelmüket 1917-ben, Hugo Bezdek edző alatt szerezték a Pennsylvaniai Egyetem ellen. A játékokon 1920-ban, 1957-ben, 1995-ben, 2010-ben, 2012-ben, 2015-ben és 2020-ban is részt vettek. A Pacific Coast Conference-ben 1919-ben, 1933-ban, 1948-ban és 1957-ben társbajnokok lettek. A konferencia 1958-as feloszlását követően egy ideig függetlenként, majd a Pacific-8 Conference-ben (később Pacific-10 Conference, 2011-től Pac-12 Conference) játszottak. 1994-ben, 2001-ben, 2009-ben, 2010-ben, 2011-ben, 2014-ben és 2019-ben bajnokok, 2000-ben társbajnokok lettek. Megnyerték a 2002-es Fiesta Bowlt, a 2012-es Rose Bowlt és a 2013-as Fiesta Bowlt; a 2010-es Rose Bowlon és a 2011-es nemzeti bajnokságon kikaptak.
2014-ben 13 játékot nyertek, és Marcus Mariota quarterback lett a csapat első játékosa, aki elnyerte a Heisman Trophyt. A 2015-ös Rose Bowl középdöntőjének rájátszásán 59–20-ra legyőzték a Florida State Seminolest, ezzel a döntőbe jutottak, ahol kikaptak az Ohio State Buckeyestól.

### Atlétika

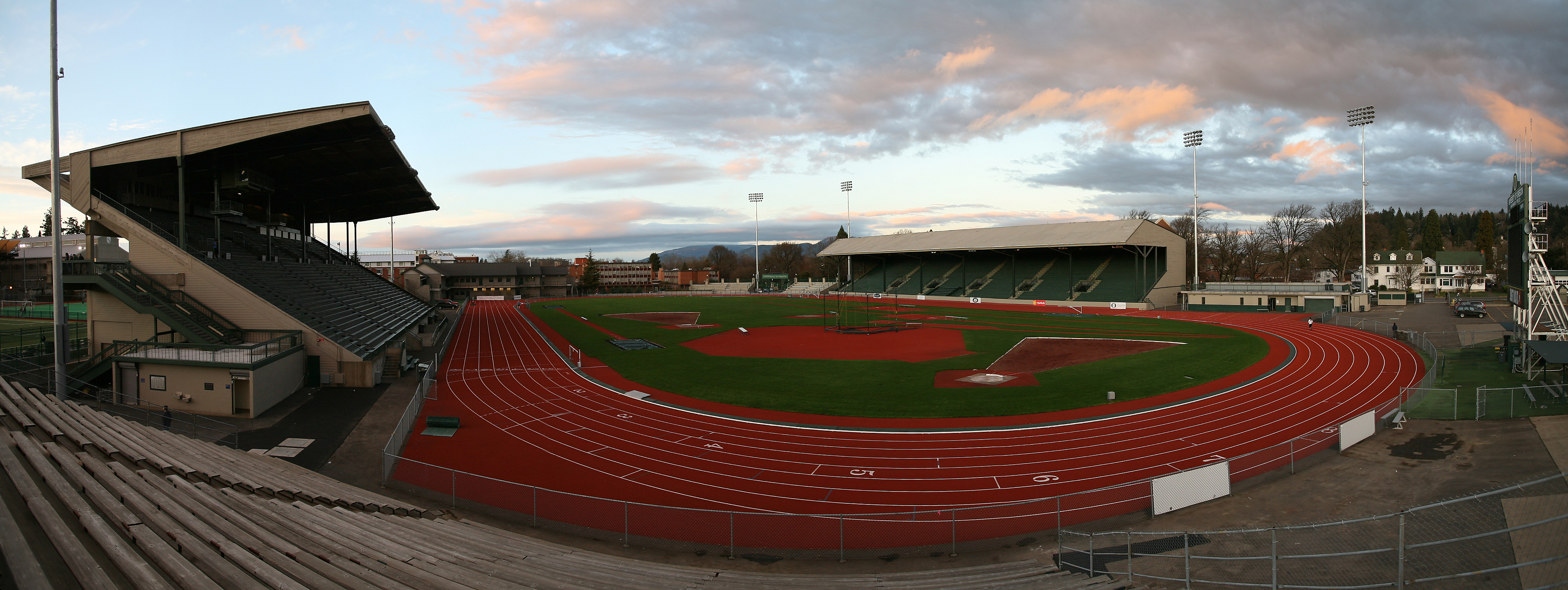
Hayward Sportpálya

Az atlétikacsapatnak köszönhetően Eugene-t „Track Town”-nak is becézik. Több évnyi kudarc után 1993-ban Bill Hayward lett a vezetőedző, aki alatt Daniel Kelly és Ralph Hill olimpiai ezüstérmet szerzett. 1947-ben Hayward távozott; utódja 1949-ben játékosa, Bill Bowerman lett.
Bowerman alatt a csapat számos bajnokságot nyert, Steve Prefontaine kijutott az 1972-es nyári olimpiára. Bowerman a Nike társalapítója, ő érte el az Amerikai Atlétikai Szövetség fejlesztését, és ő érte el, hogy az egyetemen rendezzék az NCAA atlétikai bajnokságait. 1973-ban visszavonult, utódja Bill Dellinger, aki alatt a csapat négy hosszútávfutói és egy atlétikabajnokságot nyert.
Prefontaine a Hayward pályán hét eseményen 13 országos rekordot állított fel és háromszor vesztett. Hétszer nyert NCAA-bajnoki címet. Emlékére a Hayward pályán évente megrendezik a Prefontaine Classic futóversenyt.

### Baseball
A baseballcsapat 1877-ben alakult, majd 1981-ben takarékosságból megszüntették. Az újjáalakult csapat első mérkőzését 2009-ben játszotta; atlétikai igazgatója Patrick Kilkenny, edzője pedig George Horton volt.

### Kosárlabda
A férfikosárlabda-csapat Charles Burden vezetőedző alatt először az 1902–1903-as szezonban lépett pályára. 1927-ben a McArthur pályán 38–10-re legyőzték a Willamette Bearcatst. 1936-ban Howard Hobson lett a vezetőedző; 1939-ben a „magas fenyők” becenevű csapat az Ohio State Buckeyest legyőzve megnyerte az NCAA első kosárlabda-bajnokságát.
A férficsapat Ernie Kent vezetőedző alatt egyszer a Pacific Coast Conference társbajnoka, majd a Pacific-10 Conference bajnoka lett. 2006–2007-ben a nyolcaddöntőbe jutottak. A 2010–2011-es szezonban a csapat a Matthew Knight Arénába költözött, vezetőedzőjük Dana Altman lett, aki 2013-ban, 2015-ben és 2016-ban az év edzője lett, a csapat pedig 2013-ban konferenciabajnokságot nyert. 2013 és 2016 között a csapat minden évben részt vett az NCAA-bajnokságon, 2013-ban a válogatón, 2016-ben pedig a nyolcaddöntőben. A 2015–2016-os szezonban konferenciabajnokok lettek, ezzel a 2015–2016-os bajnokság válogatójának kiemelt helyére kerültek. A Duke Blue Devilst legyőzve a nyolcaddöntőbe jutottak.
A nők a 2019. novemberi nemzeti bajnokság győztesei voltak. Sabrina Ionescut, Satou Saballyt és Ruthy Hebardot beválogatták valamely WNBA-csapatba. Ionescu a 2020-as draft legjobb játékosa, aki 2019-ben és 2020-ban is számos díjat nyert.

### Röplabda
A röplabdacsapat otthona a Matthew Knight Aréna, edzőjük Matt Ulmer. 16 NCAA-bajnokságon vettek részt, 2012-ben a döntőig jutottak.

### Softball
A softballmérkőzéseket a Jane Sanders Stadionban játsszák. Mike White edző alatt a csapat négyszer vett részt a Women’s College World Seriesen; 2014-ben és 2017-ben a nemzeti középdöntőig jutottak.

### Egyéb
Az egyesületnek golf-, gimnasztika-, lacrosse-, labdarúgó-, nőikosárlabda, pompom- és teniszcsapata is van.

## Klubsportok

### Jégkorong
A férfijégkorong-csapat korábban a Pacific 8 Intercollegiate Hockey Conference tagjaként az American Collegiate Hockey Association II-es divíziójában játszott, a 2022–2023-as szezontól pedig az I-es divízióban függetlenként folytatják.

### Rögbi
Az 1961-ben alapított Oregon Rugby Football Club legnagyobb riválisa az Oregoni Állami Egyetem. Hazai mérkőzéseiket a Riverfront Sportpályán játsszák. Vezetőedzőjük 2012 óta Pate Tuisue.
A Pacific Mountain Rugby Conference tagjaként játszó női rögbicsapat vezetőedzője 1998 óta Greg Farrell.

## Bajnokságok

### Bajnoki címek
Nők
- Akrobatika: 2011, 2012, 2013, 2014

Az akrobatika a 2020–2021-es szezon óta az NCAA „feltörekvő női sportok” programjának része, azonban az NCAA bajnokságot nem rendez.

#### NCAA
Az egyesület 34 NCAA-bajnoki címet nyert:
Férfiak
- Kosárlabda: 1939
- Terepfutás: 1971, 1973, 1974, 1977, 2007, 2008
- Golf: 2016
- Beltéri atlétika: 2009, 2014, 2015, 2016, 2021
- Kültéri atlétika: 1962, 1964, 1965, 1970, 1984, 2014, 2015

Nők
- Terepfutás: 1984, 1987, 2012, 2016
- Beltéri atlétika: 2010, 2011, 2012, 2013, 2014, 2016, 2017
- Kültéri atlétika: 1985, 2015, 2017

### Részvétel bajnokságokon
- Férfi golf: 2017
- Női golf: 2022
- Labdarúgás: 2010, 2014
- Röplabda: 2012

## Sportlétesítmények

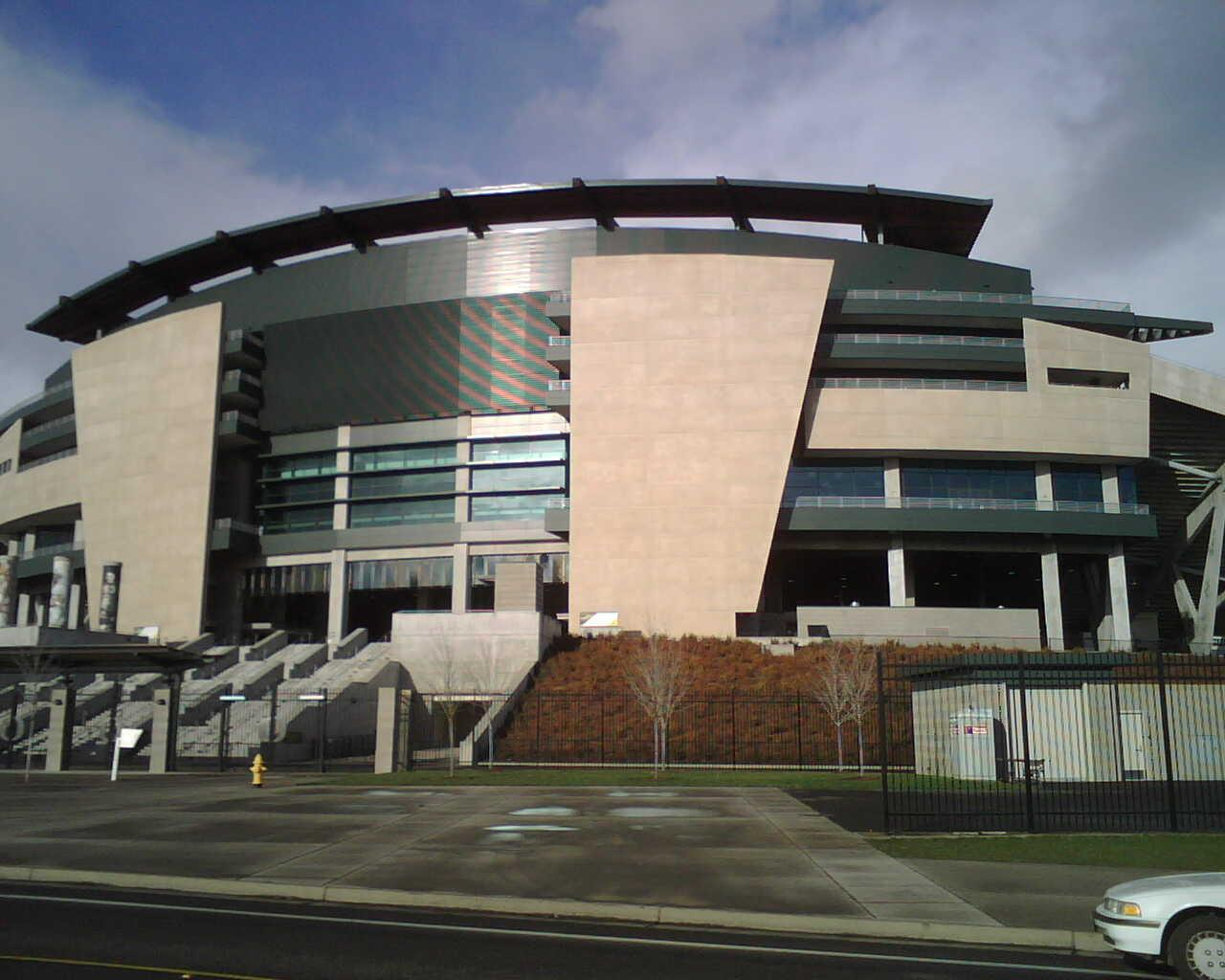
Autzen Stadion

Az amerikaifutball-komplexum a campustól északra, a Willamette folyó túlpartján fekszik. A mérkőzéseket az Autzen Stadionban játsszák, az edzéseket a Len Casanova Centerben tartják, ahol az öltözők is vannak. A beltéri edzőpálya a Moshofsky Center, a kültéri pedig a Kilkenny Sportpálya. A létesítmények többségét Phil Knight, Ed Moshofsky és Patrick Kilkenny finanszírozta.
A parkoló északkeleti részén fekvő PK Park baseballstadion 2009-ben nyílt meg. A kosárlabdameccseket a 2010–2011-es szezon óta a Matthew Knight Arénában játsszák.
Az 1919-ben megnyílt Hayward Sportpálya kezdetben az amerikaifutball-csapat otthona volt, majd 1921-ben futókörrel egészült ki, később pedig teljes egészében az atlétikacsapat használatába került. NCAA-bajnoki mérkőzést tizenkétszer, olimpiai válogatót négyszer tartottak itt.
A Ducks legújabb sportlétesítménye a 2016 márciusában átadott Jane Sanders Stadion, a baseballcsapat otthona.

## Riválisok
Az Oregon Ducks és az Oregon State Beavers a Civil War során a Platypus Trophyért játszik. A Washington Huskiesszal szembeni rivalizálás 1948 óta áll fenn, amikor az Oregon Duckst, az Oregon State Beaverst és a Washington State Cougarst kizárták a Pacific Coast Conference-ből.

## Kapcsolat a Nike-kal
A Nike és az Oregoni Egyetem szoros kapcsolata miatt az intézményt Nike Egyetemnek is becézik. Phil Knight Nike-társalapító többször is nagyobb összeget adományozott az egyetemnek; alapítótársa, Bill Bowerman az edzője volt. Bowerman és Knight 1964-ben megalapították a Blue Ribbon Sportsot (ma Nike). Steve Prefontaine volt az első sportoló, aki Nike cipőkben futott. A cég tervezte az egyetem logóját és a sportolók ruházatát is. Knight finanszírozta az Autzen Stadion bővítését és ő hozta létre az egyetem sportolói alapját.
A Nike munkakörülményei miatt hallgatók egy csoportja tíz napra sátrakba költözött a Johnson és az adminisztrációs épületek közelébe. Válaszul az egyetem belépett a munkásjogi konzorciumba, ezért Knight visszatartotta az Autzen Stadion felújítására szánt harmincmilliós támogatást. A Nike és más cégek egy másik egyesületet (Fair Labor Association, FLA) hoztak létre, mivel Knight szerint a munkásjogi konzorcium követelései irreálisak. A hallgatók szerint az FLA esetén összeférhetetlenség áll fenn, azonban az egyetem vezetősége Knight mellé állt.
2000 októberében az egyetem kiadott egy nyilatkozatot, miszerint a munkásjogi konzorcium hivatalosan nincs bejegyezve és adómentességet sem kapott, így az állami törvények értelmében nem fizethetik ki a tagdíjat. Az Oregoni Egyetemrendszer 2001. február 16-ai döntése értelmében a tagintézmények partnereinek politikailag függetlennek kell lennie, így a konzorciumnak és az FLA-nek sem lehetnek tagjai. A döntést követően Knight adománya ötvenmillió dollárra nőtt. David B. Frohnmayer szerint a tüntetések ezzel elvesztették táptalajukat, és amúgy sem a többség álláspontját képviselték.
Joshua Hunt University of Nike című könyvében kifejti, hogy a Nike a filantrópia álcája alatt hogyan befolyásolta az intézményt. Szerinte az állami költségkivonás is közrejátszott a magánszektor bevonásában.

## Fordítás
- Ez a szócikk részben vagy egészben  az   Oregon Ducks című angol Wikipédia-szócikk ezen változatának fordításán alapul.  Az eredeti cikk szerkesztőit annak laptörténete sorolja fel. Ez a jelzés csupán a megfogalmazás eredetét és a szerzői jogokat jelzi, nem szolgál a cikkben szereplő információk forrásmegjelöléseként.